# NGC 1222
NGC 1222 是波江座的一個透鏡狀星系。該星系距離地球約1.09億光年。
NGC 1222是快速形成恆星中的星暴星系。